# مايا كويزومي
مايا كويزومي (باليابانية: 小泉麻耶؛ بالكانا: こいずみ まや) هي ممثلة يابانية، ولدت في 2 يوليو 1988 في طوكيو في اليابان.

## وصلات خارجية
- الموقع الرسمي